# William Moseley (skådespelare)
William Peter Moseley, född 27 april 1987 i Sheepscombe i Gloucestershire, är en brittisk skådespelare. 
Han fick sitt stora genombrott i filmen Berättelsen om Narnia: Häxan och lejonet från 2005 där han spelade (Kung) Peter Pevensie. Han medverkar också i uppföljaren Berättelsen om Narnia: Prins Caspian, där han har samma roll. I den tredje filmen (Berättelsen om Narnia: Kung Caspian och skeppet Gryningen) medverkar han dock bara i en scen, där Lucy drömmer.
Förutom föräldrarna Peter Moseley och Julie Fleming har han en syster (Daisy, född 1989) och en bror (Ben, född 1992).  